# カンテミール家
カンテミール家（Cantemireşti）は、モルダヴィア出身の大貴族の家系。元来はチンギス・ハーンの血を引くとも言われるタタール貴族で、16世紀頃クリミア・ハン国からモルダヴィア公国に移住し、イスラム教からキリスト教に改宗した。

## 輩出した人物
- コンスタンティン・カンテミール（Constantin Cantemir, 1693年没）…1685年から1693年までモルダヴィア公を務め、宗主国オスマン帝国がオーストリア・ロシアなど周辺列強と戦争状態にある困難な時代に、モルダヴィアを平穏に保つよう務めた優れた統治者であった。

- アンティオフ・カンテミール（Antioh Cantemir, 1726年没）…コンスタンティンの子で、父を継いでモルダヴィア公を二度務めた（1695年 - 1700年、1705年 - 1707年）。

- ディミトリエ・カンテミール（Dimitrie Cantemir, 1673年 - 1723年）…アンティオフの弟で、ラテン語で最初の本格的なオスマン帝国の歴史書を著すなど多くの著作を残した文人として知られる。彼は1710年からモルダヴィア公を務めたが、翌1711年にモルダヴィアに侵攻したロシアのピョートル1世に降伏したため、戦後ロシアに亡命し、ロシア帝国で公爵（クニャージ）の爵位を与えられた。

- アンティオフ・ドミトリエヴィチ・カンテミール（ロシア語表記：Антиох Дмитриевич Кантемир / Antiokh Dmitrievich Kantemir, 1708年 - 1744年）…ディミトリエの子。ロシア語で詩作した詩人で、民衆の言葉を使い叙情的な詩を作ったので、近代ロシア文学の黎明期を代表する作家のひとりとして知られる。1731年にロシアの駐イギリス大使、註フランス大使を歴任している間に父の著作『オスマン帝国の勃興と衰退』の英訳・仏訳を出版し、これを西欧に広く紹介した。カンテミール公爵家は19世紀に後継者が絶え、断絶した。